# T. Coulthard & Co.
T. Coulthard & Co. war ein britischer Hersteller von Nutzfahrzeugen.

## Unternehmensgeschichte
Das Unternehmen wurde 1815 in Preston in Lancashire gegründet. 1881 war es eine Spinnerei. Unter Leitung von Thomas Coulthard Senior waren 127 Personen beschäftigt. 1896 bot das Unternehmen den Kane-Pennington-Motor der Racine Motor Vehicle Company an. Etwa 1895 begannen Experimente mit Dampfwagen. Spätestens 1899 war der erste einsatzbereit. Der Markenname lautete Coulthard.
1907 endete die Kraftfahrzeugproduktion. Eine Quelle gibt an, dass Leyland Motors die Kfz-Sparte übernahm. Eine andere meint, es war nur eine Umbenennung.
Der Textilmaschinenbereich unter Leitung von John H. Toulmin blieb bestehen. 1920 wurde das Unternehmen liquidiert.

## Fahrzeuge
Die Fahrzeuge hatten Dampfmotoren und waren Nutzfahrzeuge. 1899 nahm eines an den Liverpool Trials teil.
Auf einer Abbildung eines 1899er Modells ist die Nutzlast mit drei Tonnen angegeben. Ein überarbeitetes Modell mit einem Zweizylindermotor gewann 1901 eine Goldmedaille bei den Liverpool Trials.
Für 1902 sind Vier- und Fünftonner überliefert. 1905 gab es Berichte über einen Simms-Coulthard mit einem Ottomotor.